# Institut pour la recherche en mathématiques
L'Institut pour la recherche en mathématiques (Forschungsinstitut für Mathematik, FIM) est un institut de recherche mathématique situé à École polytechnique fédérale de Zurich (ETH Zurich) et fondé en 1964 par Beno Eckmann.

## Activités
Ses principaux objectifs sont de promouvoir l'échange de mathématiciens de l'ETH avec leurs collègues partout dans le monde et d'organiser des activités scientifiques telles que des conférences, des mini-cours et des cours supérieurs donnés par d'éminents mathématiciens invités.
L'Institut pour la recherche en mathématiques est membre de l'Institut post-doctoral européen des sciences mathématiques (European Post-Doctoral Institute for Mathematical Sciences, EPDI) et des Centres européens de recherche sur les mathématiques (European Research Centres on Mathematics, ERCOM) et il est financé conjointement par les Fonds national suisse de la recherche scientifique et l'École polytechnique fédérale de Zurich.

## Liste des directeurs
- 2009–présent Tristan Rivière
- 1999-2009 Marc Burger
- 1995-1999 Alain-Sol Sznitman
- 1984-1995 Jürgen Moser
- 1964-1984 Beno Eckmann

## Conseil consultatif
Conseil interne : Halil Mete Soner (en), Alain-Sol Sznitman, Gisbert Wüstholz (en)
Conseil externe : Enrico Bombieri, Yakov Eliashberg, Jacob Palis, Peter Sarnak

## Invités
L'Institut pour la recherche en mathématiques maintient une liste en ligne des invités actuels et prévus.